# Shizuko Hoshi
Shizuko Hoshi est une actrice et metteur en scène américaine d'origine japonaise vivant en Californie du Sud.

## Biographie
Elle était mariée à l'acteur Makoto Iwamatsu.

## Filmographie
- 1980 : Hito Hata: Raise the Banner : Mrs. Inada
- 1985 : Sylvester : Mrs. Daniels
- 1990 : Come See the Paradise : Mrs. Kawamura
- 1993 : M. Butterfly : Camarade Chin
- 1997 : Visas and Virtue : Narrator (Elderly Mrs. Sugihara)
- 2002 : Charlotte Sometimes d'Eric Byler : Aunt
- 2005 : Mémoires d'une geisha de Rob Marshall : Sayuri Narration (voix)